# Bella ciao
Bella ciao è un canto popolare dedicato ai partigiani della resistenza italiana attivi contro l'esercito invasor della Germania nazista.
Pur essendo un brano italiano legato a vicende prettamente nazionali, è diffuso in molte parti del mondo come canto di resistenza e di libertà.

## Storia

### Origine del testo
La Bella ciao partigiana riprende nella parte testuale la struttura del canto dell'Ottocento Fior di tomba che Costantino Nigra riporta in numerose versioni tra i Canti popolari del Piemonte, pubblicati per la prima volta nel 1888, tra i quali uno inizia con il verso Sta mattina, mi sun levata. Nigra riporta anche una variante veneziana che inizia con Sta matin, me son levata. Le varie versioni raccontano la storia di una donna che vuol seguire per amore un uomo, anche se ciò comporterà la morte e l'essere seppellita, tanto le genti che passeranno diranno "che bel fiore" o "che buon odore" a seconda della versione. A proposito della canzone, Nigra, sempre nel suo libro del 1888, osservava:
L'origine di questo tema si ritrova in una canzone francese attestata (in diverse varianti) già nel XV secolo che, seppur mutata leggermente a ogni passaggio geografico, sarebbe stata assorbita dapprima nella tradizione piemontese con Fior di Tomba, poi in quella trentina con il titolo Il fiore di Teresina, poi in quella veneta con il titolo Stamattina mi sono alzata, successivamente nella Bella ciao delle mondine e del partigiano.
Sia musicalmente, sia nella struttura dell'iterazione (il "ciao" ripetuto), deriva anche da un canto infantile diffuso in tutto il Nord: La me nòna l'è vecchierella, rilevato da Roberto Leydi, di cui si riporta l'inizio:
la me fa ciau, la me dis ciau, la me fa ciau ciau ciau.»
Alcuni hanno ipotizzato il legame con un canto delle mondine padane, mentre invece altri, come Cesare Bermani, sostengono che la Bella ciao delle mondine padane sarebbe stata composta dopo la guerra (dal mondino Vasco Scansani di Gualtieri).
Il seguente testo è quello più diffuso della versione partigiana, con alcune varianti:
o bella ciao bella ciao bella ciao, ciao, ciao

una mattina mi son svegliato

e ho trovato l'invasor.
O partigiano portami via

o bella ciao bella ciao bella ciao, ciao, ciao

o partigiano portami via

che mi sento di morir.
E se io muoio da partigiano

o bella ciao bella ciao bella ciao, ciao, ciao

e se io muoio da partigiano

tu mi devi seppellir.
Seppellire lassù in montagna

o bella ciao bella ciao bella ciao, ciao, ciao

seppellire lassù in montagna

sotto l'ombra di un bel fior.
E le genti che passeranno

o bella ciao bella ciao bella ciao, ciao, ciao

e le genti che passeranno

mi diranno che bel fior.
E questo è il fiore del partigiano

o bella ciao bella ciao bella ciao, ciao, ciao

e questo è il fiore del partigiano

morto per la libertà.»
(Testo della Bella ciao dei partigiani)

### Origine della musica
La musica, di autore sconosciuto, è stata fatta risalire, in anni passati, a diverse melodie popolari. Una versione della Bella ciao delle mondine fu registrata dalla cantante Giovanna Daffini nel 1962. Nel 1964 la stessa Daffini, presentata dal Nuovo Canzoniere Italiano, la canta al Festival di Spoleto in due versioni: quella "originale" delle mondine del 1962 e una seconda versione, che lei sostiene sia stata adattata dai partigiani durante la resistenza.
Una possibile origine della melodia è stata individuata da Fausto Giovannardi a seguito del ritrovamento di una melodia yiddish (canzone Koilen) registrata da un fisarmonicista Klezmer di origini ucraine, Mishka Ziganoff, nel 1919 a New York. Secondo lo studioso Rod Hamilton, della The British Library di Londra, Koilen sarebbe una versione di Dus Zekele Koilen (due sacchetti di carbone), di cui esistono varie versioni risalenti agli anni 1920. L'inizio della melodia, che nella versione cantata del partigiano dice "Una mattina mi son svegliato", è effettivamente identico a quello di Bella ciao, mentre il resto è diverso.

### Storiografia
Secondo l'Associazione Nazionale Partigiani Italiani (ANPI) Bella ciao "divenne inno ufficiale della Resistenza solo vent’anni dopo la fine della guerra [...] è diventato un inno quando già da anni i partigiani avevano consegnato le armi". Secondo altri fu proprio di alcune formazioni della Resistenza, ma forse mai o poco cantato nella versione oggi nota, prima della fine della guerra.
Gli stessi estensori della proposta di legge di Bella ciao come inno istituzionale del 25 aprile evidenziano che la canzone, nella forma che oggi tutti conosciamo, non è presente in nessun documento anteriore agli anni 1950 tanto da non comparire in nessuna raccolta di canti partigiani di quegli anni, come il Canta partigiano edito da Panfilo a Cuneo nel 1945, le varie edizioni del Canzoniere italiano di Pasolini o le riviste (come Folklore nel 1946) "Se la canzone è riconducibile, in forma embrionale, ad alcuni canti popolari […] la forma definitiva che tutti conosciamo compare invece diversi anni dopo la fine della seconda guerra mondiale".
Alcuni sostengono che la prima pubblicazione del testo oggi cantato sia avvenuta nel 1953 sulla rivista La Lapa, per poi essere pubblicato su l'Unità nel 1957.
Quel che è certo è che la sua conoscenza si è diffusa soltanto dopo il Festival di Spoleto del 1964 a cui molti attribuiscono la prima versione della ballata come la conosciamo ora e che oggi viene cantata associandola idealmente al movimento partigiano.
Non ci sono indizi della rilevanza di Bella ciao tra le brigate partigiane e neppure della stessa esistenza della versione del partigiano antecedente alla prima pubblicazione del testo nel 1953. Non ci sono tracce nei documenti dell'immediato dopoguerra né è presente nei canzonieri importanti: «Non c'è, ad esempio, nel Canzoniere Italiano di Pasolini e nemmeno nei Canti Politici di Editori Riuniti del '62. C'è piuttosto evidenza di una sua consacrazione popolare e pop tra il '63 e il '64, con la versione di Yves Montand e il festival di Spoleto, quando Il Nuovo Canzoniere Italiano la presentò al Festival dei Due Mondi sia come canto delle mondine sia come inno partigiano. Una canzone duttile, dunque, e talmente "inclusiva" da poter tenere insieme le varie anime politiche della lotta di liberazione nazionale (cattoliche, comuniste, socialiste, liberali...) ed esser cantata a conclusione del congresso DC che elesse come segretario l'ex partigiano Zaccagnini».
Come è riportato nel testo di Roberto Battaglia Storia della Resistenza italiana era Fischia il vento, sull'aria della famosa canzone popolare sovietica Katjuša, che divenne l'inno ufficiale delle Brigate partigiane Garibaldi.
Anche il noto giornalista, ex partigiano e storico della lotta partigiana, Giorgio Bocca affermò pubblicamente:
«Bella ciao … canzone della Resistenza, e Giovinezza … canzone del ventennio fascista … Né l'una né l'altra nate dai partigiani o dai fascisti, l'una presa in prestito da un canto dalmata, l'altra dalla goliardia toscana e negli anni diventate gli inni ufficiali o di fatto dell'Italia antifascista e di quella del regime mussoliniano … Nei venti mesi della guerra partigiana non ho mai sentito cantare Bella ciao, è stata un’invenzione del Festival di Spoleto.»
(Luigi Morrone, La vera storia di Bella ciao, che non venne mai cantata nella Resistenza, "La Nostra Storia", Corriere della Sera, 10 luglio 2018.)
Affermazioni, queste, poi certificate da Carlo Pestelli nel suo libro Bella ciao. La canzone della libertà, nel quale ricostruisce in modo dettagliato le origini e la diffusione della canzone Bella ciao.
Anche gli storici della canzone italiana Antonio Virgilio Savona e Michele Straniero hanno affermato che Bella ciao non fu cantata o fu poco cantata durante la guerra partigiana, ma venne diffusa nell'immediato dopoguerra.
Gli storici Cesare Bermani e Ruggero Giacomini, sostengono versioni di Bella ciao siano state cantate da alcune brigate durante la Resistenza. 
Secondo Bermani era l'inno di combattimento della Brigata Maiella in Abruzzo, cantato dalla brigata nel 1944 e portato al Nord dai suoi componenti che dopo la liberazione del Centro Italia aderirono come volontari al Corpo Italiano di Liberazione. La ragione per cui non se ne aveva adeguata notizia, osserva Bermani, starebbe in un errore di prospettiva storica e culturale: l'idea che la Resistenza, e quindi il canto partigiano, fossero un fenomeno esclusivamente settentrionale. Tuttavia viene fatto notare che l'ipotesi non è supportata da evidenze perché esistono molti documenti scritti dai partigiani della Brigata Maiella, comprese le canzoni che cantavano, e in nessuno di loro compare il minimo accenno a Bella ciao, mentre compaiono altre canzoni; allo stesso modo, nel libro autobiografico di Nicola Troilo, figlio di Ettore, fondatore della brigata, c'è spazio anche per le canzoni che venivano cantate, ma nessun cenno a Bella ciao. Per di più dal diario del partigiano Donato Ricchiuti, componente della Brigata Maiella caduto in guerra il 1º aprile 1944, si apprende che fu proprio lui a comporre l'inno della Brigata Maiella che si chiamava: Inno della lince. Bermani in ogni caso concorda che la sua diffusione nel periodo della lotta partigiana fosse minima anche se, sempre nella sua opinione e senza portare evidenze documentali che la sostengano, la cantavano anche alcuni reparti combattenti di Reggio Emilia e del modenese, ma non era la canzone simbolo di nessun'altra formazione partigiana. Ragion per cui Cesare Bermani afferma che Bella ciao sia "l'invenzione di una tradizione" e che:
«A metà anni Sessanta, il centrosinistra al governo ha puntato su Bella ciao come simbolo per dare una unità posteriore al movimento partigiano.»
Secondo Giacomini l'esistenza di una versione di Bella ciao come canto della Resistenza italiana sarebbe attestata nel maceratese. Nell'opuscolo La rappresaglia tedesca a Poggio San Vicino, pubblicato nel luglio 1945 e scritto da don Otello Marcaccini, parroco di Poggio San Vicino (MC), il prelato commemora le vittime della rappresaglia tedesca avvenuta il 1º luglio 1944 e riporta:
«La vita per i patrioti è gaia ma pur sempre vigilante e rischiosa. Si macellano bovini, si acquista vino che viene distribuito anche alla popolazione a basso prezzo. Ora gli abitanti di Poggio S. Vicino, prima per plausibili ragioni diffidenti, assistono come meglio i Partigiani e prendono parte attiva alle loro vicende ora liete ora dolorose. I bambini poi sono sempre in mezzo a loro, rendono piccoli servizi, si entusiasmano e ripetono le loro canzoni di battaglia:
"se io morissi da Patriota / Bella ciao, ciao, ciao".
Sempre secondo Giacomini, un'altra attestazione di Bella ciao come canto della Resistenza italiana si avrebbe in una lettera datata 24 aprile 1946 scritta dalla russa Lydia Stocks ad Amato Vittorio Tiraboschi, comandante della zona di Ancona della Brigata Garibaldi-Marche e, successivamente, della V Garibaldi-Ancona. Lydia Stocks dopo l'8 settembre fuggì da un campo di internamento femminile in provincia di Macerata e raggiunse i partigiani sul monte San Vicino, dove conobbe Douglas Davidson, comandante di distaccamento, e il comandante Tiraboschi (nome di battaglia "Primo"), a cui facevano riferimento tutti i gruppi partigiani della zona del San Vicino.
«Quando penso di tutto ciò, ho voglia di piangere perché ancora ricordo tutto quello che abbiamo provato, tutti quelle giovani ragazzi che andavano a morire con il canto Bella ciao. E poi venivano feriti e morti, che non dimenticherò mai finché vivrò, perché ho amato con tutto il mio cuore tutti quelli ragazzi e amerò sempre. Per me l'Italia è stata una seconda Patria e lo amo il popolo Italiano con tutti i suoi difetti. Quanto sarò felice se la Italia di nuovo sarà in piedi, ma senza i Fascisti... Non tanti che possano comprendere tutto questo, ma Voi, sì, perché avete sofferto con noi.»
Annalisa Cegna, direttrice dell'Istituto storico della Resistenza di Macerata, si è dimostrata piuttosto cauta riguardo alla tesi di Giacomini: "Un solo documento non è sufficiente per avere garanzie storiche. Come studiosa andrei cauta ad affermare che la canzone "Bella ciao" sia nata nel Maceratese."

## LaBella ciaodelle mondine
Come sopra riportato, alcuni sostengono che la Bella ciao partigiana sia stata preceduta dalla Bella ciao delle mondine che lo storico Cesare Bermani reputa invece posteriore. Di seguito il testo di Bella ciao delle mondine.
o bella ciao bella ciao bella ciao, ciao, ciao

alla mattina appena alzata

in risaia mi tocca andar.
E fra gli insetti e le zanzare

o bella ciao bella ciao bella ciao ciao ciao

e fra gli insetti e le zanzare

un dur lavoro mi tocca far.
Il capo in piedi col suo bastone

o bella ciao bella ciao bella ciao ciao ciao

il capo in piedi col suo bastone

e noi curve a lavorar.
O mamma mia o che tormento

o bella ciao bella ciao bella ciao ciao ciao

o mamma mia o che tormento

io t'invoco ogni doman.
Ed ogni ora che qui passiamo

o bella ciao bella ciao bella ciao ciao ciao

ed ogni ora che qui passiamo

noi perdiam la gioventù.
Ma verrà un giorno che tutte quante

o bella ciao bella ciao bella ciao ciao ciao

ma verrà un giorno che tutte quante

lavoreremo in libertà.»
(Testo della Bella ciao delle mondine)
In questo contesto si nota come l'espressione "bella ciao" indichi la giovinezza che si perde e sfiorisce nel lavoro.
(Testo che ha probabilmente influito nella genesi del canto "Fior di tomba")

## Diffusione
La fortuna di questo canto, che lo ha fatto identificare come canto simbolo della Resistenza italiana e dell'unitarietà contro le truppe naziste come elemento fondante della Repubblica Italiana, consiste nel fatto che il testo lo connota esclusivamente come canto contro "l'invasore", senza riferimenti — per stare alla ormai classica tripartizione di Claudio Pavone — alla Resistenza come "guerra di classe" o come "guerra civile" (come invece è nel canto più cantato dai partigiani, quella Fischia il vento dove invece sono presenti i riferimenti al "sol dell'avvenire" e alla "rossa bandiera"). Non vi sono elementi concreti né fonti a sostegno di coloro che affermano che la popolarità internazionale di Bella ciao si diffuse negli anni 1950, in occasione dei numerosi "Festival mondiali della gioventù democratica" che si tennero in varie città fra cui Praga, Berlino e Vienna; al contrario, la mancanza di fonti al riguardo fa ritenere che questa affermazione sia una costruzione posteriore. La canzone raggiunse una grandissima diffusione di massa negli anni sessanta, soprattutto durante le manifestazioni operaie e studentesche del Sessantotto.
- Le prime incisioni di questa versione partigiana si devono al Nuovo Canzoniere Italiano (interpreti Sandra Mantovani e Fausto Amodei) in Italia,[34] e al cantautore francese di origine toscana Yves Montand.[35] La prima volta in televisione fu nella trasmissione Canzoniere minimo (1963), eseguita da Gaber, Maria Monti e Margot, che la cantarono senza l'ultima strofa: "questo è il fiore di un partigiano - morto per la libertà"[36]. In 45 giri avvenne, da parte di Gaber, solo nel 1965.[37]
- I Gufi la cantano nell'album I Gufi cantano due secoli di Resistenza, edito nel 1965.[38]
- Nel 1972 viene incisa da un partigiano ligure, Paolo Castagnino "Saetta", con il suo Gruppo Folk Italiano, insieme a un'altra dozzina di canti della Resistenza, dei quali narra nelle note di copertina l'origine. Saetta è stato un protagonista della Resistenza, comandante della Brigata Garibaldina «Longhi» decorato di medaglia d'argento al valor militare e della massima onorificenza partigiana sovietica.
- Nel 2002 la canzone fu cantata dal giornalista Michele Santoro in apertura di un'edizione straordinaria del programma televisivo Sciuscià, da lui condotto, in polemica con il cosiddetto editto bulgaro.[39]
- I Modena City Ramblers, particolarmente legati alla Resistenza, hanno reinterpretato il brano varie volte, la prima delle quali è presente già nell'EP Combat folk. Lo hanno poi cantato in versione combat folk durante il Concerto del Primo Maggio tenutosi a piazza San Giovanni a Roma nel 2004 (ripetuta poi negli anni successivi). La versione del 1994 è stata usata per chiudere la campagna elettorale di SYRIZA nel 2015.
- È stata rifatta più volte dal gruppo ska Banda Bassotti (che spesso canta la Resistenza nei propri testi), con ritmo più veloce.
- Tra le innumerevoli esecuzioni spicca anche quella del musicista bosniaco Goran Bregović, che la include regolarmente nei propri concerti, e che ha dato al canto popolare un tono decisamente balcanico.
- Dal 1980 viene cantata da Enrico Capuano in una versione folk rock nelle tante manifestazioni politiche e antifasciste, e riproposta ogni anno nella scaletta dei suoi tour negli USA e in Canada a partire dal 2011. Da segnalare la versione eseguita nel 2008 su Rai 3 in occasione del concerto del Primo Maggio insieme alla Tammurriatarock e i Bisca.
- Ai funerali del regista Mario Monicelli il 1º dicembre 2010 la banda del quartiere Pigneto suonò Bella ciao, accompagnata dal coro della folla e col sottofondo delle campane della vicina chiesa.
- Durante i preparativi del Festival di Sanremo 2011, il conduttore di quell'edizione, Gianni Morandi, annunciò che avrebbe eseguito la canzone Bella ciao nella serata dedicata ai 150 anni dell'Unità d'Italia insieme all'inno fascista Giovinezza. Tale combinazione fu al centro di polemiche e l'iniziativa fu bloccata dal consiglio d'amministrazione della RAI.[40]
- François Hollande l'ha scelta per concludere un suo discorso durante la campagna elettorale per le elezioni presidenziali 2012, tra gli applausi della folla.[41]
- Durante le manifestazioni contro Erdoğan avvenute nella piazza Taksim di Istanbul e in tante altre città turche nel 2013, alcuni manifestanti hanno intonato il motivo della canzone.[42][43]
- La canzone Bella ciao era molto cara a don Andrea Gallo, morto il 22 maggio 2013. Durante i funerali, il 25 maggio, l'arcivescovo di Genova cardinale Angelo Bagnasco ha dovuto interrompere la sua omelia ai funerali di don Gallo. Infatti, mentre in chiesa lui ricordava "l'attenzione agli ultimi" di don Gallo, dall'esterno si è levato il canto di Bella ciao, intonato poi anche dai presenti in chiesa, che hanno applaudito.
- Bella ciao, in italiano, è stata anche cantata a Parigi dall'attore comico francese Christophe Alévêque durante le commemorazioni funebri delle vittime della strage avvenuta nella sede del settimanale satirico francese Charlie Hebdo: nel corso di una cerimonia pubblica di sostegno del giornale (trasmessa in diretta l'11 gennaio 2015 da France 2),[44] e durante il funerale del fumettista Bernard Verlhac, detto "Tignous" (trasmesso in diretta da BFMTV).
- La canzone è stata utilizzata nella serie spagnola di Antena 3/Netflix La casa di carta.
- Nella guerra civile siriana è stata utilizzata dagli indipendentisti curdi.[45][46]
- Nella rivoluzione sudanese del 2018 e 2019 alcuni ribelli hanno intonato la canzone, realizzando anche una cover del brano.[47]
- Nel 2019 viene cantata all'aeroporto di Barcellona dai manifestanti per l'indipendenza della Catalogna per protestare contro le condanne inflitte a dodici esponenti politici catalani.[48]
- Nel 2019 i manifestanti cileni cantano e suonano Bella ciao mentre si ritrovano in Plaza Italia per protestare contro il presidente Sebastián Piñera e per chiedere riforme economiche e cambiamenti politici.[49]
- Sempre nel 2019 è diventata una delle canzoni simbolo delle piazze italiane del Movimento delle sardine, e Paolo Gentiloni, neo Commissario europeo all'Economia, la canta con gli altri commissari Socialisti e Democratici al Parlamento europeo a Strasburgo.
- Durante l'invasione russa dell'Ucraina del 2022 una versione in lingua ucraina è stata cantata da diversi soldati come forma di resistenza ed opposizione agli invasori russi.
- Nel settembre 2022 la cantante Laura Pausini, invitata dal conduttore a cantare Bella Ciao durante una trasmissione su una emittente spagnola, si è rifiutata ritenendola una "canzone molto politica".
- Nel settembre 2022 viene cantata una versione in lingua persiana di Bella Ciao durante le proteste antigovernative in seguito alla morte di Mahsa Amini.

## Sing for the Climate.Do it now
Nel 2012 il regista e attivista ambientalista belga Nic Balthazar aveva aderito a una manifestazione ambientalista "Sing for the climate", e in quell'occasione aveva girato un video dove i manifestanti cantavano in coro il brano Do it Now sulle note di Bella ciao. Il video fu proiettato durante la seduta plenaria della (UNFCCC) tenutasi a Doha, in Qatar, nel 2012. In occasione delle manifestazioni Venerdì per il futuro, il brano è stato adottato come inno. Nella versione cantata da bambini turchi, in occasione della manifestazione mondiale studentesca del 15 marzo 2019, è diventata un inno per l'ambiente.

## Altre versioni
Oggi è molto diffusa tra i movimenti di Resistenza in tutto il mondo, dove è stata portata da militanti italiani. Ad esempio è cantata, in lingua spagnola, da molte comunità zapatiste in Chiapas. A Cuba è cantata nei campeggi dei Pionieri, mettendo la parola guerrillero al posto della parola "partigiano". È conosciuta e tradotta anche in cinese.
Dal 1968 in poi questa canzone è stata spesso ripresa come propria da movimenti di sinistra e di estrema sinistra, soprattutto giovanili, anche se in origine era riconosciuta come appartenente a tutta la Resistenza, alla quale parteciparono formazioni e individui di diverse opinioni, dai comunisti ai socialisti, dai repubblicani e azionisti ai cattolici fino ai partigiani autonomi (questi ultimi contrari al comunismo e contraddistinti da un fazzoletto di colore azzurro). Una versione sessantottina aggiungeva una strofa finale che recitava: "Era rossa la sua bandiera… come il sangue che versò" (nel tempo svariate sono comunque le cosiddette strofe finali inventate). Per questo motivo ancora oggi ispira autori italiani e stranieri, ed è utilizzata in numerose occasioni, anche non direttamente collegate alla Resistenza.

## Incisioni
Alcune tra le numerose incisioni, italiane ed estere, del brano:
- 1962 – Yves Montand 45 giri pubblicato in Giappone (Philips - FL-1048); doppio album del 1972 Dans son dernier One Man Show Intégral (CBS Records International– CBS 67281), pubblicato in Francia Giappone e Australia
- 1962 – Giovanna Daffini EP I canti del lavoro (I Dischi del Sole - DS 4), poi in album antologico Amore mio non piangere (I Dischi del Sole - DS 1063/65)
- 1963 – Il Nuovo Canzoniere Italiano (esecutori vari) EP Canti della Resistenza Italiana 2 (I Dischi del Sole - DS 8), la canzone è qui interpretata da Sandra Mantovani e Fausto Amodei; album del 1965 Bella Ciao, disco riassuntivo dello spettacolo Bella Ciao di Roberto Leydi e Filippo Crivelli (I Dischi del Sole - DS 101/3); la versione presente in questo 33 giri sostituirà la registrazione inclusa nel precedente EP in occasione delle ristampe di quest'ultimo
- 1965 – Milva 45 giri Bella ciao (sia come canto delle mondine sia come canto dei partigiani) (Cetra – SP 1283); album del 1967 Villa/Milva Concert in Japan (Seven Seas – SR-163), pubblicato in Giappone
- 1966 – Giorgio Gaber O bella ciao (singolo fuori commercio, poi incluso in diverse antologie)
- 1968 - Gruppo Folk Italiano O bella ciao nell'album Canto popolare (Melodija – 33 Д-020229-30), pubblicato in Russia
- 1969 – Quilapayún album Basta (Jota Jota – JJL-07), pubblicato in Cile
- 1971 – Anna Identici album Alla mia gente... - I canti delle mondine e delle filandere (Ariston Records - AR/CP/20.136)
- 1974 - Coro e Banda dell'Armata Sovietica nell'album A richiesta! (Melodiya/La Voce del Padrone – 3C 065 - 95591)
- 1974 – Duo di Piadena album Il vento fischia ancora (Cetra – LPP 240)
- 1975 – Claudio Villa 45 giri (CBS Italiana – CBS 3249), pubblicato in Iugoslavia, Italia e Portogallo;
- 1977 – Maria Farantouri album Τραγούδια Διαμαρτυρίας Απ' Όλο Τον Κόσμο (Canzoni di protesta da tutto il mondo) (Minos – MTCS 3178), pubblicato in Grecia e Germania
- 1977 - Hannes Wader nell'album Hannes Wader singt arbeiterlieder (Philips – 6305 342), pubblicato in Germania
- 1982 - Savage Rose album En vugge af stål (Nexø Forlag – NEXØ 1)
- 1982 - Zupfgeigenhansel nell'album Miteinander (Musikant – 1C 064-46 662), pubblicato in Germania
- 1984 - Pyhät Nuket singolo (Kräk! - KRÄKS 48); album del 1985 Enkelit sulkivat silmänsä (Kräk! - KRÄLP 17), pubblicato in Finlandia
- 1988 – Officine Schwartz e la Corale del dopolavoro Rumi con Ciao bella in Colonna sonora di Remanium & Dentaurum (U.T. Comunicazioni – UT 003)
- 1992 - Milton Fisher EP pubblicato in Germania (Milton Fisher Self-released); compilation del 1994 If You Don't Get Folked on a Saturday Night - You'll Never Get F*** at All (Henry Records – HEN 01), per i mercato tedesco
- 1993 – Banda Bassotti EP Bella ciao (Gridalo Forte Records – GFR 007); album del 2001 Un altro giorno d'amore (Banda Bassotti - 01)
- 1993 – Modena City Ramblers Bella ciao in Combat Folk (MCR 001); nuova incisione nell'album Riportando tutto a casa (1994)
- 1995 – Thomas Fersen singolo pubblicato in Francia (Tôt ou Tard – 706301342497); album Les Ronds de Carotte duetto con Vincent Frèrebeau (WEA Music – 4509-99166-2), per il mercato francese
- 1997 – Heiter bis Wolkig in 100 jahre HBW (Weser Label – 2496-2), pubblicato in Germania
- 1997 – Lény Escudero in Chante la Liberté (Déclic Communication – 8452012), pubblicato in Francia
- 2001 - Wecker, Wader album Was Für Eine Nacht..! (pläne – 88858), pubblicato in Germania
- 2001 - Anita Lane nell'album Sex O'Clock (Mute – CDSTUMM183)
- 2001 -  Enrico Capuano nell'album Avanti popolo Blond Records Pdci
- 2002 - Rocco Granata nell'album Bella romantica (DA Records – CD 871424-2), pubblicato in Germania
- 2002 – Coro dell'Armata Rossa in The Best of the Red Army Choir: the Definitive Collection cantata in italiano
- 2002 – Francesco De Gregori e Giovanna Marini nell'album Il fischio del vapore (Caravan – COL 510218 1)
- 2003 - Rita Pavone nell'album Rita Pavone (Coltempo Srl – RCA-65-501)
- 2003 – Pippo Pollina in Racconti brevi (Balik Farm – 806007), pubblicato in Svizzera e Germania
- 2003 – Egin in Il colore delle idee
- 2004 – Ska-P in Vals Del Obrero contenuta nell'album dal vivo Incontrolable
- 2005 – Chumbawamba in A Singsong and a Scrap (Edel AG – 0165512ERE)
- 2005 – Yo Yo Mundi in Resistenza (Il Manifesto – cd 150)
- 2005 – Banda Osiris come Oggi, un giorno del '44 (Bella ciao) nell'album Fandango Jazz Festival (Radio Fandango – 0163382RAF)
- 2005 – Tiki Tiki Bamboooos nell'album Where Is Your Secret Spot? (o-chang BEAT – o-chang LP 0001), pubblicato in Germania e Giappone
- 2006 – Talco in Combat Circus (Black Butcher Records – BBR052), pubblicato in Germania
- 2007 – Les Ramoneurs de Menhirs in Dãns an Diaoul (Folklore de la Zone Mondiale – FZM LP012), pubblicato in Francia
- 2009 - Dean Reed nell'album Поет Дин Рид (Canta Dean Reed) (Melodija – MEL CD 60 01594), pubblicato in Russia
- 2010 – Radici nel Cemento nell'album Fiesta Live (RNC Produzioni – RNC010)
- 2012 – Goran Bregović e The Goran Bregović Wedding and Funeral Orchestra in Champagne for Gypsies (Mercury Records – 602537143528)
- 2013 – RedSka singolo pubblicato in Germania (Black Butcher Records – BBR 087); album del 2014 The Mighty Live (Black Butcher Records – BBR 094)
- 2013 - Zeppo nella compilation Tous en Samples! 2010-2013 (Contre Choc), pubblicata in Francia; album del 2016 L'Hêtre Qui Cache L'Humanité (Zi Jin Cheng DIY Recording); pubblicato in Svizzera
- 2013 - Diego Morena nella compilation Bella ciao (Classic Hits – Radi-1202), pubblicata in Germania
- 2013 - Madylin Orchestra nella compilation Bella ciao (Classic Hits – Radi-1202), pubblicata in Germania
- 2013 - Borghese in L'educazione delle rockstar (Touchclay)
- 2013 - Aluna Quartet nella compilation Bella ciao (Classic Hits – Radi-1202), pubblicata in Germania
- 2013 – RedSka in Bella ciao, nuova versione in studio
- 2013 - Toronto Symphony Orchestra nella compilation Bella ciao (Classic Hits – Radi-1202), pubblicata in Germania
- 2013 - Akkordeon - Piccador nella compilation Bella ciao (Classic Hits – Radi-1202), pubblicata in Germania
- 2013 - Großer Rundfunk-Kinderchor Berlin nella compilation Bella ciao (Classic Hits – Radi-1202), pubblicata in Germania
- 2013 – Mercedes Sosa compliation Bella ciao (One-Song-Edition - Radi-1202), pubblicata in Germania
- 2014 - Underground System singolo (Ropeadope Records – RAD-227); compilation del 2017 Good Mellows for Afterglow Meditation (Suburbia Records – SUCD1008)
- 2016 – Marco Calliari nell'album Mia dolce vita (Casa Nostra – COS2-2162), pubblicato in Canada
- 2017 – Manu Pilas nella compilation Caribe grandes éxitos 2018 (Vidisco – 11.80.9897-1), pubblicata in Portogallo
- 2018 – Vitaa, Dadju, Maître Gims, Naestro e Slimane singolo pubblicato in Francia (Play Two); album di Vitaa Just Me, Myself & Moi-Même (Indifference Prod – 0190295570217)
- 2018 - Dub Shepherds singolo (BAT Records – BAT001)
- 2018 – Tom Waits nella versione Bella ciao (Goodbye Beautiful) di Marc Ribot in Songs of Resistance 1942-2018 (Anti- – 7604-2)
- 2018 – Steve Aoki & Marnik hanno inciso un singolo (Ultra Records – UL9678), pubblicato negli Stati Uniti d'America
- 2018 – Hardwell & Maddix singolo per il mercato olandese (Revealed Recordings – REVRSP226B); compilation Hardwell Presents Revealed Volume 9 (Cloud 9 Dance – CLDM2018017), pubblicata nei Paesi Bassi ed Australia
- 2018 - Los Herederos del Compas realizzano una milonga sulle note di Bella Ciao[52]
- 2019 – Marlene Kuntz + Skin singolo (Ala Bianca – ABR 128554243-1); album doppio MK30 - Covers & Rarities (Ala Bianca – ABR 128554250-1)
- 2019 - Michał Bajor nell'album Kolor Cafe. Przeboje Włoskie i Francuskie (Caffè dei colori. Hit Italiane e Francesi), testo in polacco di Rafał Dziwisz, (Sony Music - 19075973272), pubblicato in Polonia
- 2019 - Najwa Nimri singolo (Mushroom Pillow)
- 2021 – Boikot in Balkan Acoustic (Maldito Records – MR21669), pubblicato in Spagna
- 2022 - Becky G nella compilation Chartboxx 2.2022 (Sony Music – 19439983932), pubblicata in Germania